# Antonio Priuli
Antonio Priuli (Venezia, 10 maggio 1548 – Venezia, 12 agosto 1623) fu il 94º doge della Repubblica di Venezia dal 17 maggio 1618 fino alla sua morte.
Figlio di Gerolamo ed Elisabetta Cappello, uomo amato e rispettato dal popolo, venne eletto in un momento delicato per Venezia, minacciata da una congiura spagnola per destabilizzarne il governo, e governò con fermezza e sicurezza. Il suo dogato, più che per grandi eventi internazionali, venne contrassegnato da una guerra spionistica con la Spagna che proseguì, senza esclusione di colpi, fino al 1622.

## Biografia

### Giovinezza
Uomo di mare e soldato, il Priuli era religiosissimo e, sposato con Elena Barbarigo, ebbe ben 14 figli (tra cui Matteo, cardinale della Chiesa Cattolica), per il cui mantenimento dovette sobbarcarsi forti debiti.
Nel 1602 fu eletto per la prima volta riformatore dello Studium Patavinum (carica prestigiosa cui sarebbe stato rieletto nel 1608, 1612, 1615 e 1617).
Nel 1614 fu nominato Provveditore di Asola con poteri di commissario per riordinare le istituzioni del luogo. Durante la guerra di Gradisca fu provveditore alle armi. Durante il 1618 era stato inviato a Veglia come provveditore così quando, alla morte di Nicolò Donato, servì eleggere immediatamente un doge, si pensò a lui.

### Dogato
Il 17 maggio 1618, pochi giorni dopo la morte del precedente doge, risultò eletto all'unanimità il Priuli.
La situazione era gravissima: si diceva che gli spagnoli, comandati dall'ambasciatore Marchese di Bedmar, avessero fatto sbarcare mercenari a Venezia, corrotto militari, già pronta una flotta per conquistare la Repubblica.
Venezia agì con determinatezza ed arrestò e giustiziò (forse a volte a torto) marinai e soldati stranieri sospettati anche di semplice collusione.
Tra il 1618 e il 1622 Venezia proseguì con una spietata caccia all'uomo che condusse all'arresto di moltissime spie ma anche di molti innocenti.
Soltanto il triste caso di Antonio Foscarini, patrizio la cui unica colpa era quella di frequentare l'ambasciata spagnola, giustiziato il 21 aprile 1622, fece comprendere a gran parte dell'opinione pubblica che s'era passato il segno con la paranoia.
Un decreto del 16 gennaio 1623 avvisava tutti dell'errore e, dopo le scuse, in parte placava la caccia alla spia.
Durante tutto il Seicento le lotte Venezia–Spagna proseguirono, ma senza più giungere a questi livelli.
Il Priuli, vecchio ed in parte un po' escluso da queste vicende, si divertì molto a calmare gli animi tramite bellissime feste e l'acquisto di cariche pubbliche a favore dei figli, aggravando in tal maniera il suo già cospicuo debito.
Nel febbraio 1623, a sorpresa, Venezia s'intrometteva nella Guerra dei trent'anni, pur solo in ambito italiano e limitatamente alla Valtellina (v. Guerra di Valtellina).

### Morte
Il doge, già malato, non poté partecipare in modo attivo; il 12 agosto 1623 morì dopo un dogato breve ma intenso.

### Antonio Priuli nella letteratura
Antonio Priuli figura tra i personaggi del testo teatrale Vita di Galileo di Bertolt Brecht, in cui (tradendo la realtà storica), anziché come un amico interessato alle scoperte dello scienziato, è presentato piuttosto come un funzionario poco propenso a finanziare la ricerca scientifica.